# Sailhorse
De Sailhorse is een moderne trailerbare polyester open zeilboot van 6 meter, die zowel recreatief als sportief gebruikt kan worden. 

## Geschiedenis
De Sailhorse is in 1969 ontworpen door Tom Manders en werd oorspronkelijk als Seahorse in 1970 op de markt gebracht, eerst gebouwd in Langweer en later in Akmarijp. Oorspronkelijk werd de boot gebouwd van vezelversterkte kunststof (glasvezel en polyester) met houten spanten en in de bodem stroken polyurethaanschuim.  Aanvankelijk werd de kiel omhoog gehesen met een liertje, maar vanaf zeilnummer 350 werd een spindelconstructie geïntroduceerd. Daarmee veranderde de boot enigszins, want de kiel werd iets naar voren verplaatst, wat de zeileigenschappen gunstig beïnvloedde. Lees hier een interessant artikel over het ontstaan van Sailhorse.
De naam Seahorse was echter eigendom van Johnson buitenboordmotoren, en dus werd in 1973 de naam (en het zeilteken) veranderd in Sailhorse. 
Van 1973 tot en met 1975 werd volgens een speciaal procedé in samenwerking met Bayer gebouwd met dunne schalen die in de mal werden volgeschuimd. De kenmerkende aangegoten rubberen stootrand was tevens de verbinding tussen de romp en het dek. 
Van medio 1975 tot en met 1977 werd een dikkere binnen- en buitenschaal toegepast. Ook hierbij werd de romp volgeschuimd. 
Vanaf 1980 worden de boten niet langer volgeschuimd maar door Jachtwerf Vlieger in Oude-Tonge gemaakt van glasvezelversterkt polyester en voorzien van luchtkamers. 
Vanaf 1990 wordt de Sailhorse romp gebouwd bij Polybouw op Texel en afgebouwd door Jachtwerf De Kloet in Kortenhoef. 
Vanaf 2012 wordt het nieuwe type G romp gebouwd bij Polybouw op Texel en vindt de afbouw plaats door SailhorseShop.nl en Baltic Windsport in Duitsland. 

## Omschrijving
De Sailhorse is circa 6 meter lang, 2 meter breed en geschikt voor circa 4 personen.
Doordat de kuipvloer boven de waterlijn ligt is de boot zelflozend en is de kielkast verzonken in de kuipvloer. De kuip is relatief ondiep en zeer ruim, wat de Sailhorse tot een echte allrounder maakt.
Kenmerkend e herkennen aan het relatief lage vrijboord, brede spiegel, uitwaaierende boeg, buiskap en aangehangen roer. De boot is voorzien van een ophaalbare bulbkiel, waardoor de boot eenvoudig is te traileren. 
De Sailhorse is gebouwd om te varen op de binnenwateren. Voor de meer ervaren (Sailhorse)zeiler lonken grotere wateren, zoals het IJsselmeer en de Waddenzee. Doordat de boot makkelijk te traileren is kan vrijwel overal gevaren worden en ziet men de Sailhorse ook op de Duitse wadden, de Limfjord in Denemarken, de Oostzee, de Atlantische Zuid-Bretonse kust en de Adriatische kust voor Kroatië. De mast is 7,5 meter lang en kan met oefening single-handed gestreken worden.

## Zeileigenschappen
De boot is fractioneel getuigd zonder achterstag. Hierdoor zijn er veel trimmogelijkheden die voor een goed resultaat ook benut moeten worden. Door het grote zeiloppervlak zeilt de boot vlot met weinig wind en heeft een hoog snelheidspotentieel. De rompsnelheid is circa 6 knopen, maar vanaf 4 beaufort is het mogelijk om de boot te laten planeren waardoor snelheden van 10 tot zelfs 15 knopen mogelijk zijn.
Door de ronde kimmen en een relatief klein kieloppervlak kan de boot ca. 40° tot 45° aan de ware wind varen.
De minimale bemanning om de boot te kunnen zeilen is twee personen. Met twee personen presteert hij dan ook het beste. Bij meer wind en een wat minder ervaren bemanning is deze boot het beste met drie personen te zeilen. Ervaren teams beheersen de Sailhorse met twee personen tot en met windkracht 7,5, met ongereefd grootzeil en fok.

## Sailhorse tegenwoordig
In verhouding tot de aantallen in grotere zeilklassen is het aantal Sailhorses met een geldige meetbrief laag. Bijna de helft daarvan neemt regelmatig deel aan wedstrijden. Dit heeft te maken met de zeer actieve vereniging van eigenaren, de Sailhorse Sailing Club. Behalve in Nederland worden ook wedstrijden in Duitsland georganiseerd, waar de boot een grote groep eigenaren kent.
Veel oudere Sailhorses worden nog steeds als toerboot gebruikt, vooral omdat de oudere volgeschuimde boten onzinkbaar zijn.
In de meeste gevallen is het gewicht van de Sailhorse inclusief inventaris en trailer meer dan 750kg. Een door de RDW gekeurde en van eigen kentekenplaat voorziene trailer is dan in vrijwel alle gevallen noodzakelijk.

## Afmetingen en gewicht
| Lengte (excl. stootrand) | Breedte (excl. stootrand) | Diepgang (met neergelaten kiel) | Diepgang (met opgehaalde kiel) | Masthoogte | Gewicht (incl. kiel) | Gewicht ballastkiel | Oppervlak grootzeil   | Oppervlak fok        | Oppervlak Genua       | Oppervlak spinnaker   |
| ------------------------ | ------------------------- | ------------------------------- | ------------------------------ | ---------- | -------------------- | ------------------- | --------------------- | -------------------- | --------------------- | --------------------- |
| 6,02 meter               | 2,00 meter                | 0,90 meter                      | 0,35 meter                     | 8,30 meter | 490 kilogram         | 185 kilogram        | 13,90 vierkante meter | 7,20 vierkante meter | 10,80 vierkante meter | 25,00 vierkante meter |